# Jacques Georges
Jacques Georges (Saint-Maurice-sur-Moselle, 30 de mayo de 1916-ib., 25 de febrero de 2004) fue un dirigente deportivo francés. Ocupó la presdencia de la Federación Francesa de Fútbol desde 1968 hasta 1972, y posteriormente fue presidente de la UEFA entre 1983 y 1990.

## Biografía
Diplomado en la Escuela de Estudios Superiores de Comercio, tuvo una breve experiencia como futbolista mientras estaba en la universidad. En los años 1950 entró en la junta directiva del F. C. Nancy. Entre 1959 y 1972 ocupó la presidencia de la Liga Lorenesa de Fútbol, la federación regional de Lorena, y el 21 de diciembre de 1968 fue nombrado presidente de la Federación Francesa. La medida más destacada al frente de este organismo fue el reconocimiento del fútbol femenino en 1970. Dejó ambos cargos en 1972 para ocupar responsabilidades dentro de la UEFA, siendo reemplazado en el fútbol galo por Fernand Sastre.
En 1983, Georges fue nombrado presidente en funciones de la UEFA debido al fallecimiento repentino de Artemio Franchi. Después de ser confirmado en el cargo al año siguiente, fue reelegido en 1986. Durante los siete años que se mantuvo al frente se organizaron dos Eurocopas (1984 y 1988) bajo el sistema de grupos implementado por su antecesor.
Su mandato en la UEFA estuvo marcado por la gestión para frenar la violencia en las gradas. En 1985 se produjo la Tragedia de Heysel, cuando 39 aficionados fallecieron en la final de la Copa de Europa debido a una avalancha provocada por aficionados radicales del Liverpool. Aunque se valoró la suspensión del encuentro, la final terminó disputándose ese mismo día ante el riesgo de desórdenes públicos en Bruselas, una medida muy criticada. A raíz de este suceso, el organismo europeo tomó por primera vez medidas para estandarizar la seguridad en los estadios. Además, el fútbol inglés quedó excluido de todas las competiciones europeas durante cinco años y el Liverpool afrontó una suspensión de diez años, levantada en la temporada 1990-91.
Cuatro años después de Heysel se produjo la Tragedia de Hillsborough, en esta ocasión relacionada por el exceso de aforo y el mal estado del estadio. Georges tuvo que pedir disculpas a la Asociación Inglesa de Fútbol por los términos que había utilizado para referirse a los hinchas ingleses nada más conocer el suceso, pues luego se supo que se había producido un fallo de seguridad, y se comprometió a no ampliar la sanción internacional. Inglaterra aprobó poco después el Informe Taylor.
En 1990 no quiso presentarse a la reelección como presidente de la UEFA, siendo sucedido por el sueco Lennart Johansson. Volvió a dirigir la Federación Francesa de Fútbol entre 1993 y 1994, esta vez como presidente interino, y fue uno de los impulsores de la candidatura francesa para albergar la Copa Mundial de Fútbol de 1998. Falleció el 25 de febrero de 2004, a los 87 años.